# تغشية خماسية انعزالية
في الفيزياء النظرية, تكون التغشية الخماسية الانعزالية (بالإنجليزية: solitonic fivebrane )‏ (و تسمى أيضاً بالتغشية-إن إس 5 الممترجمة حرفياُ عن NS5-brane و التي سميت بذلك لاقترانها مع حقل كالب-راموند)عبارة عن جسم خماسي الأبعاد (تغشية-پي) في نظرية الأوتار تحمل شحنة مغناطيسية تحت تأثير الحقل-ب, و هذا الحقل تحت تأثير الوتر الأساسي المشحونة كهربائياً.